# Campeonato de Alemania de Ciclismo en Ruta

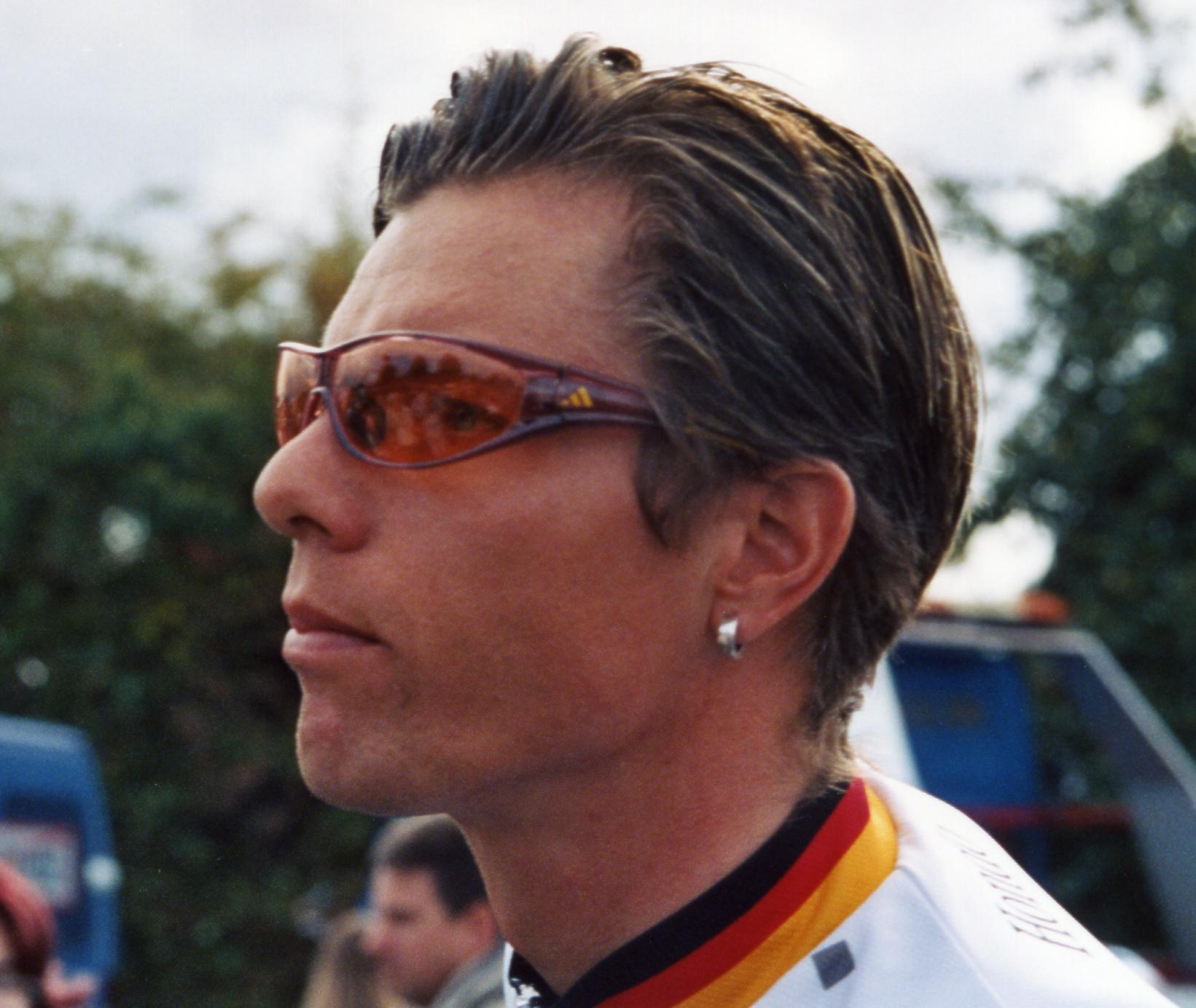
Danilo Hondo Campeón en 2002

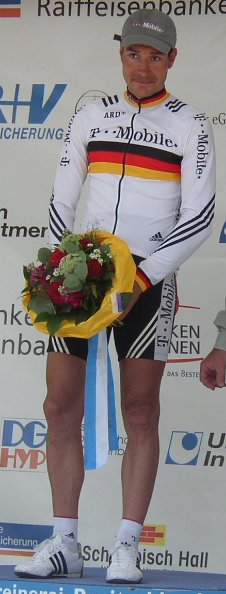
Erik Zabel Campeón en 2003.

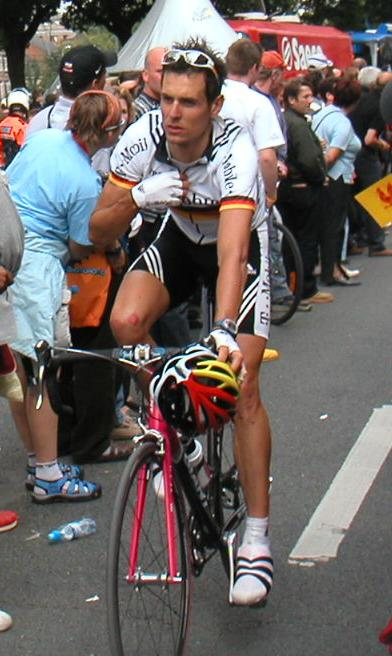
Andreas Klöden con el maillot de campeón de Alemania.

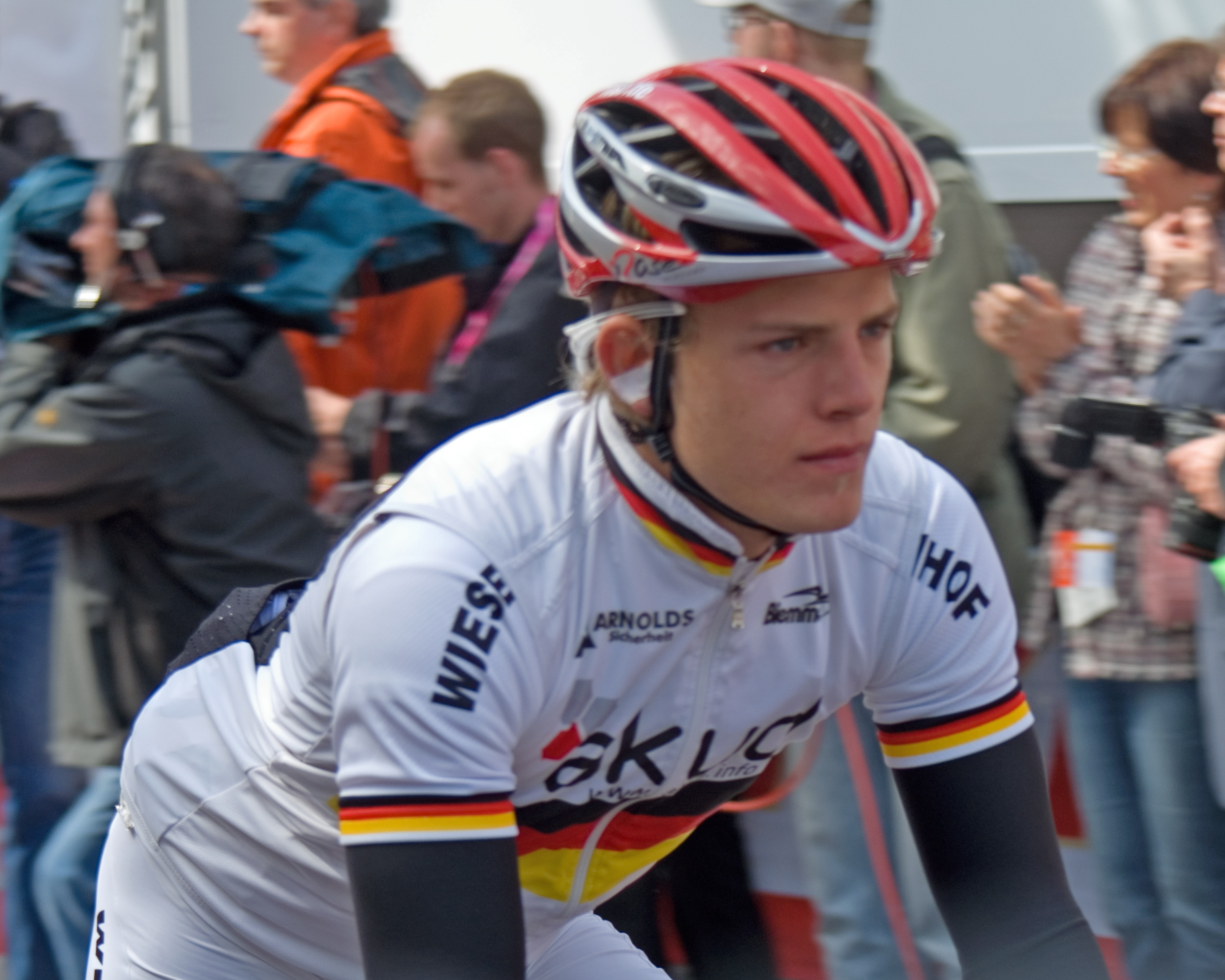
Gerald Ciolek campeón en 2005.

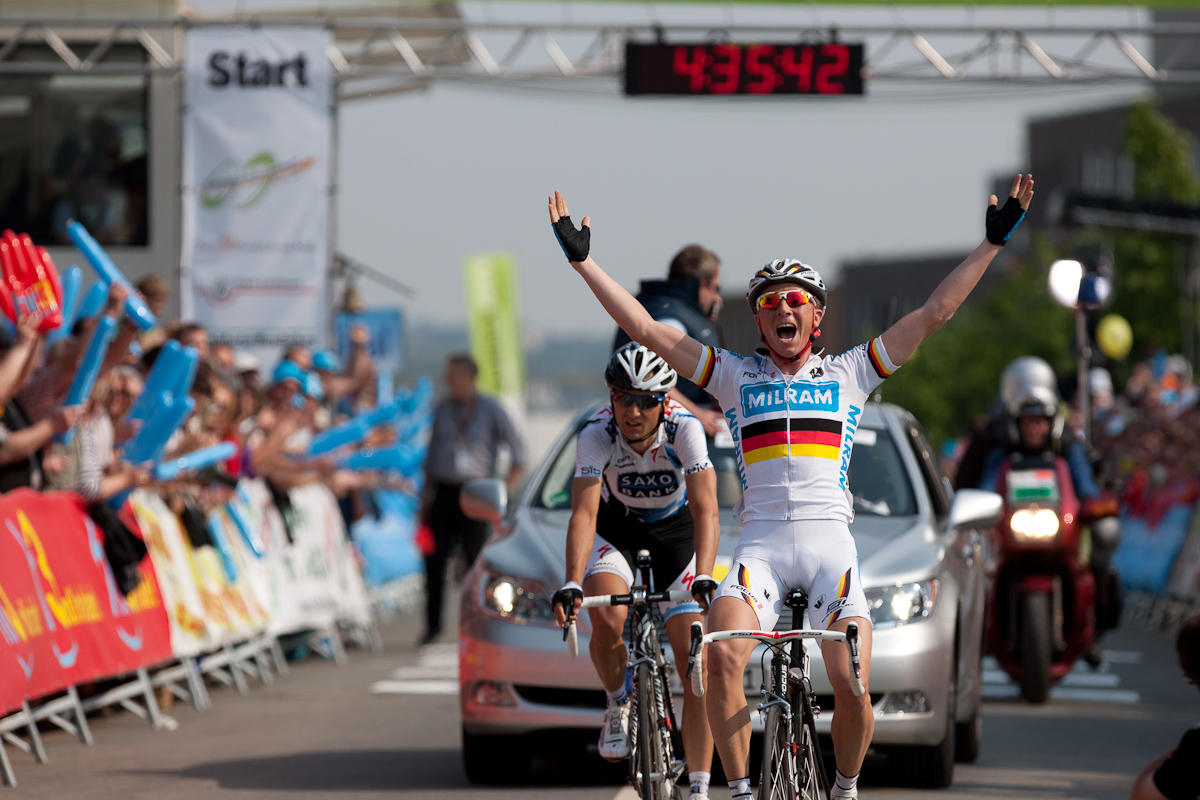
Fabian Wegmann con el maillot de campeón de Alemania.

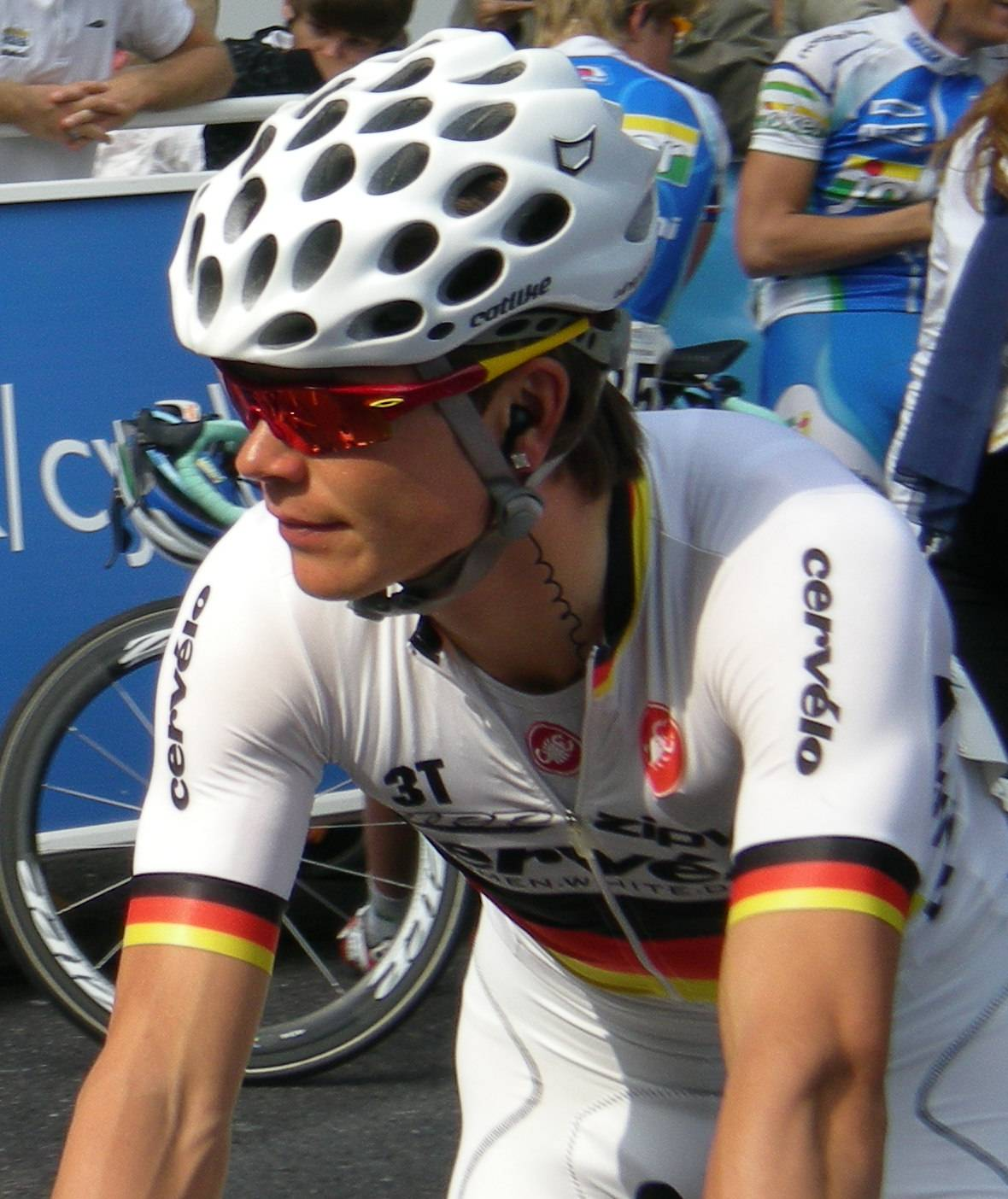
Martin Reimer en 2009, con el maillot de Campeón de Alemania.

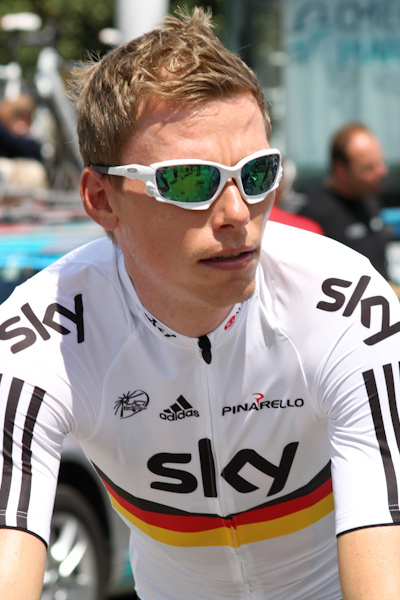
Christian Knees, campeón en 2010

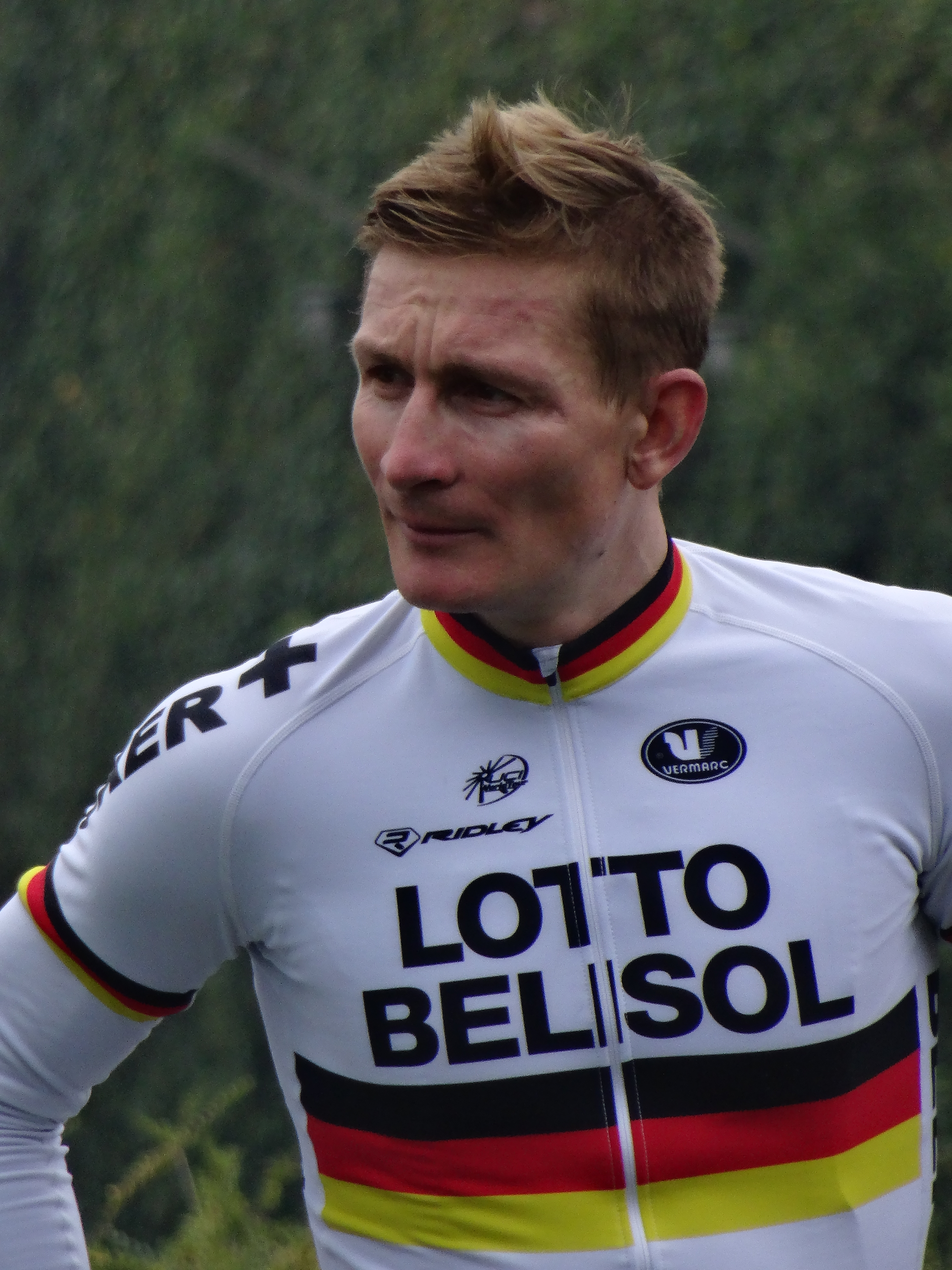
André Greipel, campeón en 2013, 2014 y 2016

Los Campeonatos de Alemania de Ciclismo en Ruta se organizan anualmente desde el año 1910 para determinar el campeón ciclista de Alemania de cada año. El título se otorga al vencedor de una única carrera. El vencedor obtiene el derecho a portar un maillot con los colores de la bandera alemana hasta el Campeonato de Alemania del año siguiente.
El campeonato no se disputó los años 1911, 1912, del 1914 al 1918, 1926, del 1929 al 1933 y del 1942 al 1945, por problemas políticos.

## Palmarés

### Competiciones masculinas

#### Profesional
| Año  | Ganador               | Segundo              | Tercero                |
| 1910 | Karl Wittig           | Arno Ritter          | G. Schonweiss          |
| 1913 | Ernst Franz           | Erich Aberger        | Fritz Bauer            |
| 1919 | Richard Golle         | Paul Koch            | Wilhelm Franke         |
| 1920 | Paul Koch             | Adolf Huschke        | Felix Manthey          |
| 1921 | Adolf Huschke         | Paul Kohl            | Fritz Fischer          |
| 1922 | Richard Huschke       | Adolf Huschke        | Jean Steingass         |
| 1923 | Richard Golle         | Erich Aberger        | Paul Kohl              |
| 1924 | Paul Kohl             | Karl Pfister         | Gustav Nagel           |
| 1925 | Richard Huschke       | Paul Kroll           | Paul Kohl              |
| 1928 | Felix Manthey         | Herbert Nebe         | Bruno Wolke            |
| 1934 | Kurt Stoepel          | Ludwig Geyer         | Anton Hodey            |
| 1935 | Bruno Roth            | Oskar Thierbach      | Georg Stach            |
| 1936 | Georg Umbenhauer      | Erich Bautz          | Emil Kijewski          |
| 1937 | Erich Bautz           | Emil Kijewski        | Hermann Buse           |
| 1938 | Jupp Arents           | Bruno Roth           | Fritz Scheller         |
| 1939 | Walter Loeber         | Paul Langhoff        | Albert Plappert        |
| 1940 | Georg Stach           | Herbert Gerber       | Fritz Scheller         |
| 1941 | Erich Bautz           | Karl Weimer          | Herbert Hackebeil      |
| 1946 | Karl Kittsteiner      | Sepp Berger          | Ludwig Hörmann         |
| 1947 | Georg Voggenreiter    | Karl Singer          | Otto Ziege             |
| 1948 | Otto Schenk           | Heinrich Schwarzer   | Georg Voggenreiter     |
| 1949 | Ludwig Hoermann       | Heinrich Schwarzer   | Gunther Bintner        |
| 1949 | Otto Ziege            | Erich Bautz          | Gunther Pankoke        |
| 1950 | Erich Bautz           | Hubert Schwarzenberg | Ludwig Hörmann         |
| 1951 | Ludwig Hörmann        |                      |                        |
| 1952 | Ludwig Hörmann        | Karl Weimer          | Heinrich Schwarzer     |
| 1953 | Heinz Muller          | Hans Preiskeit       | Matthias Pfannenmuller |
| 1954 | Hermann Schild        | Gunther Pankoke      | Hubert Schwarzenberg   |
| 1955 | Hans Preiskeit        | Hans Junkermann      | Hermann Schild         |
| 1956 | Valentin Petry        | Horst Backat         | Heinz Muller           |
| 1957 | Franz Reitz           | Horst Tuller         | Karl-Heinz Kramer      |
| 1958 | Klaus Bugdahl         | Hans Junkermann      | Franz Reitz            |
| 1959 | Hans Junkermann       | Franz Reitz          | Gunther Debusmann      |
| 1960 | Hans Junkermann       | Horst Tuller         | Lothar Friedrich       |
| 1961 | Hans Junkermann       | Dieter Puschel       | Ludwig Troche          |
| 1962 | Dieter Puschel        | Rudi Altig           | Horst Oldenburg        |
| 1963 | Sigi Renz             | Rolf Wolfshohl       | Horst Oldenburg        |
| 1964 | Rudi Altig            | Winfried Boelke      | Hans Junkermann        |
| 1965 | Winfried Boelke       | Peter Glemser        | Hans Junkermann        |
| 1966 | Winfried Boelke       | Wolfgang Schulze     | Wilfried Peffgen       |
| 1967 | Winfried Boelke       | Herbert Wilde        | Hans Junkermann        |
| 1968 | Rolf Wolfshohl        | Winfried Boelke      | Hans Junkermann        |
| 1969 | Peter Glemser         | Wilfried Peffgen     | Ernst Streng           |
| 1970 | Rudi Altig            | Peter Glemser        | Winfried Boelke        |
| 1971 | Jurgen Tschan         | Dieter Puschel       | Dieter Kemper          |
| 1972 | Wilfried Peffgen      | Karl-Heinz Muddemann | Klaus Bugdahl          |
| 1974 | Gunther Haritz        | Karl-Heinz Kuster    | Wolfgang Schulze       |
| 1975 | Dietrich Thurau       | Gunther Haritz       | Dieter Puschel         |
| 1976 | Dietrich Thurau       | Jürgen Tschan        | Gunther Haritz         |
| 1977 | Jurgen Kraft          | Hans Hindelang       | Jürgen Tschan          |
| 1978 | Gregor Braun          | Klaus-Peter Thaler   | Hans-Peter Jakst       |
| 1979 | Hans-Peter Jakst      | Gunther Haritz       | Harald Maier           |
| 1980 | Gregor Braun          | Klaus Peter Thaler   | Dietrich Thurau        |
| 1981 | Hans Neumayer         | Hans-Peter Jakst     | Hans Hindelang         |
| 1982 | Hans Neumayer         | Uwe Bolten           | Stefan Schropfer       |
| 1983 | Gregor Braun          | Raimund Dietzen      | Uwe Bolten             |
| 1984 | Raimund Dietzen       | Uwe Bolten           | Gotz Heine             |
| 1985 | Rolf Gölz             | Gregor Braun         | Peter Hilse            |
| 1986 | Raimund Dietzen       | Peter Hilse          | Stefan Schropfer       |
| 1987 | Peter Hilse           | Volker Diehl         | Andreas Kappes         |
| 1988 | Harmut Bolts          | Andreas Kappes       | -                      |
| 1989 | Dariusz Kajzer        | Peter Hilse          | Peter Gansler          |
| 1990 | Udo Bölts             | Olaf Ludwig          | Dariusz Kajzer         |
| 1991 | Falk Boden            | Kai Hundertmarck     | Mario Kummer           |
| 1992 | Heinrich Trumheller   | Rolf Aldag           | Kai Hundertmarck       |
| 1993 | Bernd Grone           | Jens Heppner         | Udo Bölts              |
| 1994 | Jens Heppner          | Christian Henn       | Andreas Kappes         |
| 1995 | Udo Bölts             | Jens Heppner         | Rolf Aldag             |
| 1996 | Christian Henn        | Jan Ullrich          | Udo Bölts              |
| 1997 | Jan Ullrich           | Rolf Aldag           | Erik Zabel             |
| 1998 | Erik Zabel            | Jan Ullrich          | Jörg Jaksche           |
| 1999 | Udo Bölts             | Kai Hundertmarck     | Erik Zabel             |
| 2000 | Rolf Aldag            | Steffen Wesemann     | Udo Bölts              |
| 2001 | Jan Ullrich           | Erik Zabel           | Christian Wegmann      |
| 2002 | Danilo Hondo          | Uwe Peschel          | Erik Zabel             |
| 2003 | Erik Zabel            | Patrik Sinkewitz     | Fabian Wegmann         |
| 2004 | Andreas Klöden        | Stefan Schumacher    | Fabian Wegmann         |
| 2005 | Gerald Ciolek         | Robert Förster       | Erik Zabel             |
| 2006 | Dirk Müller           | Matthias Kessler     | Jens Voigt             |
| 2007 | Fabian Wegmann        | Patrik Sinkewitz     | Christian Knees        |
| 2008 | Fabian Wegmann        | Erik Zabel           | Gerald Ciolek          |
| 2009 | Martin Reimer         | Dominik Klemme       | Roger Kluge            |
| 2010 | Christian Knees       | Steffen Radochla     | Andreas Schillinger    |
| 2011 | Robert Wagner         | Gerald Ciolek        | John Degenkolb         |
| 2012 | Fabian Wegmann        | Linus Gerdemann      | Julian Kern            |
| 2013 | André Greipel         | Gerald Ciolek        | John Degenkolb         |
| 2014 | André Greipel         | John Degenkolb       | Phil Bauhaus           |
| 2015 | Emanuel Buchmann      | Nikias Arndt         | Marcus Burghardt       |
| 2016 | André Greipel         | Max Walscheid        | Marcel Kittel          |
| 2017 | Marcus Burghardt      | Emanuel Buchmann     | John Degenkolb         |
| 2018 | Pascal Ackermann      | John Degenkolb       | Max Walscheid          |
| 2019 | Maximilian Schachmann | Marcus Burghardt     | Andreas Schillinger    |
| 2020 | Marcel Meisen         | Pascal Ackermann     | Alexander Krieger      |
| 2021 | Maximilian Schachmann | Jonas Koch           | Georg Zimmermann       |
| 2022 | Nils Politt           | Nikias Arndt         | Simon Geschke          |
| 2023 | Emanuel Buchmann      | Nico Denz            | Maximilian Schachmann  |
| 2024 | Marco Brenner         | Florian Lipowitz     | Kim Heiduk             |
| 2025 | Georg Zimmermann      | Felix Engelhardt     | Anton Schiffer         |

### Competiciones femeninas

#### Profesional
| Año  | Ganador              | Segundo             | Tercero              |
| 1968 | Monika Mrklas        | Ursula Bürger       | Gisela Nagel         |
| 1969 | -                    | -                   | -                    |
| 1970 | Ingrid Persohn       | Ursula Bürger       | Doris Matwew         |
| 1971 | Ingrid Persohn       | Doris Matwew        | Gisela Röhl          |
| 1972 | Ursula Bürger        | Gisela Röhl         | Doris Matwew         |
| 1973 | Gisela Röhl          | Ingrid Persohn      | Doris Matwew         |
| 1974 | Gisela Röhl          | Renate Schabbel     | Gisela Nagel         |
| 1975 | Ingrid Persohn       | Gisela Röhl         | Ingrid Hellfrisch    |
| 1976 | Marianne Stuwe       | Uta Rathmann        | Gisela Röhl          |
| 1977 | Beate Habetz         | Marianne Stuwe      | Uta Rathmann         |
| 1978 | Beate Habetz         | Anette Rathmann     | Marianne Stuwe       |
| 1979 | Beate Habetz         | Marianne Stuwe      | Uta Rathmann         |
| 1980 | Beate Habetz         | Gabi Habetz         | Claudia Kaul         |
| 1981 | Gabi Habetz          | Marianne Stuwe      | Beate Habetz         |
| 1982 | Beate Habetz         | Claudia Kaul        | Claudia Lommatzsch   |
| 1983 | Beate Habetz         | Gabriele Altweck    | Birgit Strecke       |
| 1984 | Sandra Schumacher    | Ines Varenkamp      | Gabriele Altweck     |
| 1985 | Sandra Schumacher    | Ute Enzenauer       | Monika Diebel        |
| 1986 | Ute Enzenauer        | Angelika Darsch     | Birgit Förstl        |
| 1987 | Ute Enzenauer        | Jutta Niehaus       | Andrea Schütze       |
| 1988 | Ines Varenkamp       | Jutta Niehaus       | Viola Paulitz-Müller |
| 1989 | Viola Paulitz-Müller | Jutta Niehaus       | Petra Koch           |
| 1990 | Heidi Metzger        | Jutta Niehaus       | Petra Rossner        |
| 1991 | Heidi Metzger        | Andrea Vranken      | Gabriele Altweck     |
| 1992 | Viola Paulitz-Müller | Sybille Lamparter   | Monika Diebel        |
| 1993 | Claudia Lehmann      | Ina-Yoko Teutenberg | Sybille Lamparter    |
| 1994 | Regina Schleicher    | Claudia Lehmann     | Elena Unruh          |
| 1995 | Hanka Kupfernagel    | Vera Hohlfeld       | Ina-Yoko Teutenberg  |
| 1996 | Viola Paulitz-Müller | Vera Hohlfeld       | Petra Rossner        |
| 1997 | Hanka Kupfernagel    | Vera Hohlfeld       | Judith Arndt         |
| 1998 | Hanka Kupfernagel    | Judith Arndt        | Sandra Missbach      |
| 1999 | Hanka Kupfernagel    | Petra Rossner       | Kerstin Scheitle     |
| 2000 | Hanka Kupfernagel    | Kerstin Scheitle    | Tanja Hennes         |
| 2001 | Petra Rossner        | Hanka Kupfernagel   | Judith Arndt         |
| 2002 | Judith Arndt         | Petra Rossner       | Regina Schleicher    |
| 2003 | Trixi Worrack        | -                   | Tina Liebig          |
| 2004 | Petra Rossner        | Regina Schleicher   | Angela Brodtka       |
| 2005 | Regina Schleicher    | Tanja Hennes        | Angela Brodtka       |
| 2006 | Claudia Lichtenberg  | Theresa Senff       | Tina Liebig          |
| 2007 | Luise Keller         | Claudia Lichtenberg | Angela Brodtka       |
| 2008 | Luise Keller         | Eva Lutz            | Tina Liebig          |
| 2009 | Ina-Yoko Teutenberg  | Marlen Johrend      | Regina Schleicher    |
| 2010 | Charlotte Becker     | Judith Arndt        | Trixi Worrack        |
| 2011 | Ina-Yoko Teutenberg  | Judith Arndt        | Hanka Kupfernagel    |
| 2012 | Judith Arndt         | Charlotte Becker    | Trixi Worrack        |
| 2013 | Trixi Worrack        | Elke Gebhardt       | Romy Kasper          |
| 2014 | Lisa Brennauer       | Trixi Worrack       | Martina Zwick        |
| 2015 | Trixi Worrack        | Claudia Lichtenberg | Lisa Brennauer       |
| 2016 | Mieke Kröger         | Lisa Brennauer      | Jenny Hofmann        |
| 2017 | Lisa Klein           | Lisa Brennauer      | Charlotte Becker     |
| 2018 | Liane Lippert        | Christa Riffel      | Corinna Lechner      |
| 2019 | Lisa Brennauer       | Lisa Klein          | Liane Lippert        |
| 2020 | Lisa Brennauer       | Charlotte Becker    | Tanja Erath          |
| 2021 | Lisa Brennauer       | Liane Lippert       | Ricarda Bauernfeind  |
| 2022 | Liane Lippert        | Ricarda Bauernfeind | Nadine Gill          |
| 2023 | Liane Lippert        | Kathrin Hammes      | Romy Kasper          |
| 2024 | Franziska Koch       | Liane Lippert       | Antonia Niedermaier  |
| 2025 | Franziska Koch       | Antonia Niedermaier | Rosa Maria Klöser    |

## Estadísticas

### Más victorias
| Ciclista              | Victorias | Años              |
| --------------------- | --------- | ----------------- |
| Erich Bautz           | 3         | 1937, 1941 y 1950 |
| Hans Junkermann       | 3         | 1959, 1960 y 1961 |
| Winfried Boelke       | 3         | 1965, 1966 y 1967 |
| Gregor Braun          | 3         | 1978, 1980 y 1983 |
| Udo Bölts             | 3         | 1990, 1995 y 1999 |
| Fabian Wegmann        | 3         | 2007, 2008 y 2012 |
| André Greipel         | 3         | 2013, 2014 y 2016 |
| Richard Golle         | 2         | 1919 y 1923       |
| Richard Huschke       | 2         | 1922 y 1925       |
| Ludwig Hoermann       | 2         | 1949 y 1952       |
| Rudi Altig            | 2         | 1964 y 1970       |
| Dietrich Thurau       | 2         | 1975 y 1976       |
| Hans Neumayer         | 2         | 1981 y 1982       |
| Raimund Dietzen       | 2         | 1984 y 1986       |
| Jan Ullrich           | 2         | 1997 y 2001       |
| Erik Zabel            | 2         | 1998 y 2003       |
| Maximilian Schachmann | 2         | 2019 y 2021       |
| Emanuel Buchmann      | 2         | 2015 y 2023       |

| Ciclista             | Victorias | Años                                |
| -------------------- | --------- | ----------------------------------- |
| Beate Habetz         | 6         | 1977, 1978, 1979, 1980, 1982 y 1983 |
| Hanka Kupfernagel    | 5         | 1995, 1997, 1998, 1999 y 2000       |
| Lisa Brennauer       | 4         | 2014, 2019, 2020 y 2021             |
| Ingrid Persohn       | 3         | 1970, 1971 y 1975                   |
| Viola Paulitz-Müller | 3         | 1989, 1992 y 1996                   |
| Trixi Worrack        | 3         | 2003, 2013 y 2015                   |
| Liane Lippert        | 3         | 2018, 2022 y 2023                   |
| Gisela Röhl          | 2         | 1973 y 1974                         |
| Sandra Schumacher    | 2         | 1984 y 1985                         |
| Ute Enzenauer        | 2         | 1986 y 1987                         |
| Heidi Metzger        | 2         | 1990 y 1991                         |
| Petra Rossner        | 2         | 2001 y 2004                         |
| Judith Arndt         | 2         | 2002 y 2012                         |
| Luise Keller         | 2         | 2007 y 2008                         |
| Ina-Yoko Teutenberg  | 2         | 2009 y 2011                         |